# Reinfried Herbst
Reinfried Herbst (Salzburg, 11 oktober 1978) is een Oostenrijks alpineskiër, die gespecialiseerd is in de slalom.

## Carrière
Herbst behaalde zijn beste resultaat bij de Olympische Winterspelen van 2006 in Sestriere waar hij de zilveren medaille won op de slalom achter Benjamin Raich. Een maand daarvoor behaalde hij in Kitzbühel zijn eerste podiumplek bij een wereldbekerwedstrijd. Op 11 maart 2006 won hij in Shiga-Kogen zijn eerste wereldbekerwedstrijd.
In het seizoen 2009/2010 wist Herbst door vier bekerwedstrijden te winnen het algemeen klassement in de slalom op zijn naam te schrijven.

## Resultaten

### Wereldkampioenschappen
| Jaar | Plaats            | Resultaten |
| ---- | ----------------- | ---------- |
| 2007 | Åre               | DNF Slalom |
| 2009 | Val-d'Isère       | DNF Slalom |
| 2011 | Garmisch-P.       | DNF Slalom |
| 2015 | Vail/Beaver Creek | 12e Slalom |

### Olympische Spelen
| Jaar | Plaats    | Resultaten  |
| ---- | --------- | ----------- |
| 2006 | Sestriere | Slalom      |
| 2010 | Vancouver | 10e Slalom  |
| 2014 | Sotsji    | DNF1 Slalom |

### Wereldbeker

#### Eindklasseringen
| Seizoen   | Algm | SL    |
| --------- | ---- | ----- |
| 2002/2003 | 115e | 43e   |
| 2004/2005 | 106e | 40e   |
| 2005/2006 | 28e  | 8e    |
| 2006/2007 | 57e  | 20e   |
| 2007/2008 | 20e  | Brons |
| 2008/2009 | 23e  | 5e    |
| 2009/2010 | 11e  | Goud  |
| 2010/2011 | 30e  | 9e    |
| 2011/2012 | 66e  | 25e   |
| 2012/2013 | 33e  | 11e   |
| 2013/2014 | 46e  | 14e   |
| 2014/2015 | 71e  | 22e   |
| 2015/2016 | 133e | 45e   |

#### Wereldbekerzeges
| Datum            | Plaats                 | Onderdeel |
| ---------------- | ---------------------- | --------- |
| 11 maart 2006    | Shiga-Kogen            | Slalom    |
| 9 februari 2008  | Garmisch-Partenkirchen | Slalom    |
| 15 maart 2008    | Bormio                 | Slalom    |
| 11 januari 2009  | Adelboden              | Slalom    |
| 27 januari 2009  | Schladming             | Slalom    |
| 15 november 2009 | Levi                   | Slalom    |
| 21 december 2009 | Alta Badia             | Slalom    |
| 26 januari 2010  | Schladming             | Slalom    |
| 31 januari 2010  | Kranjska Gora          | Slalom    |